# Mussaenda zollingeriana
Mussaenda zollingeriana är en måreväxtart som beskrevs av Johann Friedrich Klotzsch. Mussaenda zollingeriana ingår i släktet Mussaenda och familjen måreväxter. Inga underarter finns listade i Catalogue of Life.